# Nor Chicas
Nor Chicas é uma província boliviana localizada no departamento de Potosí . Possui uma população de 35.323 habitantes (censo de 2001).